# Ruše
Ruše (niem. Maria Rast) – miasto w Słowenii, siedziba gminy Ruše. W 2018 roku liczba ludności miasta wynosiła 4283 mieszkańców.
Jest położone w północno-wschodniej części kraju, na wysokości 309 m n.p.m., nad Drawą, 12 km na zachód od Mariboru.
Miejscowa gospodarka oparta jest na przemyśle chemicznym i metalurgicznym.